# 博加蒂奇
44°50′N 19°29′E / 44.833°N 19.483°E

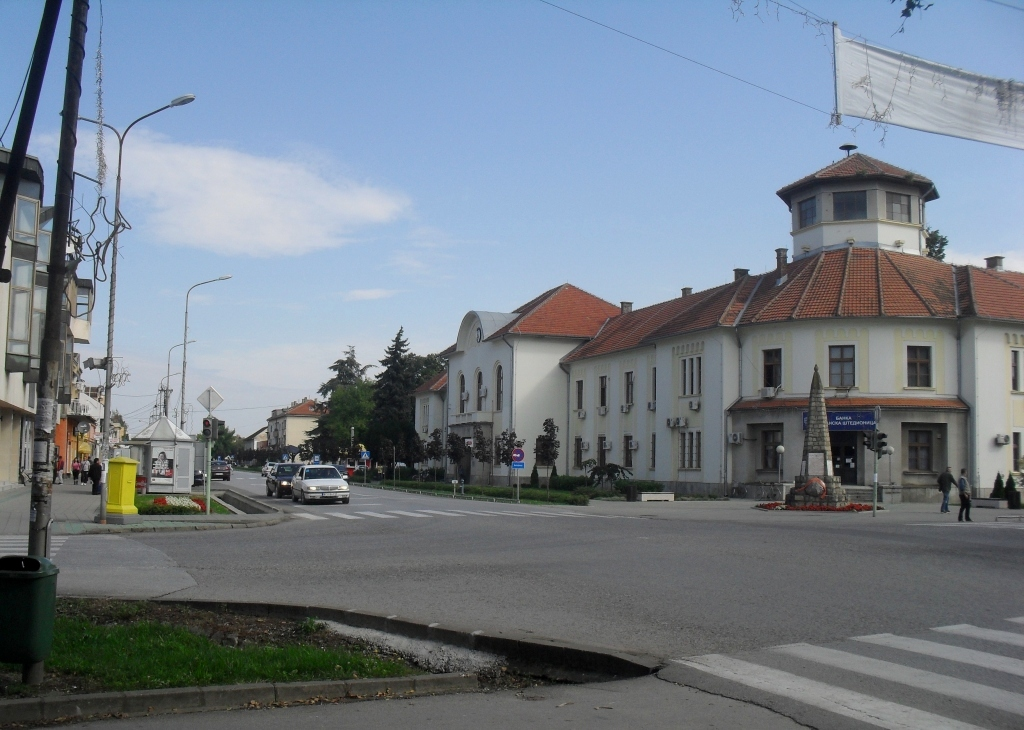

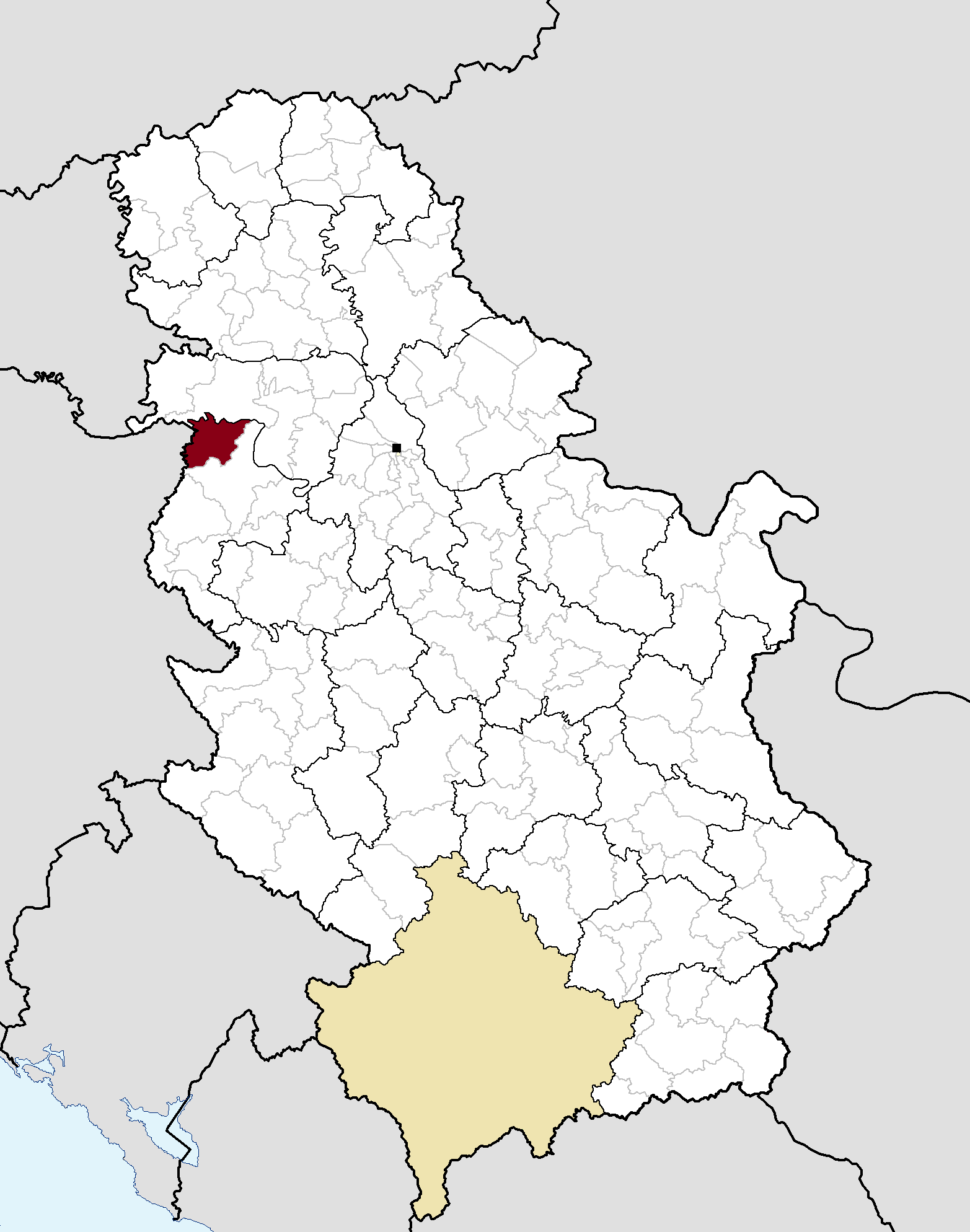

博加蒂奇，是塞爾維亞的城鎮，位於該國西北部，由馬切萬州負責管轄，面積384平方公里，海拔高度81米，2011年人口28,843，人口密度每平方公里75人。